# Prisencolinensinainciusol

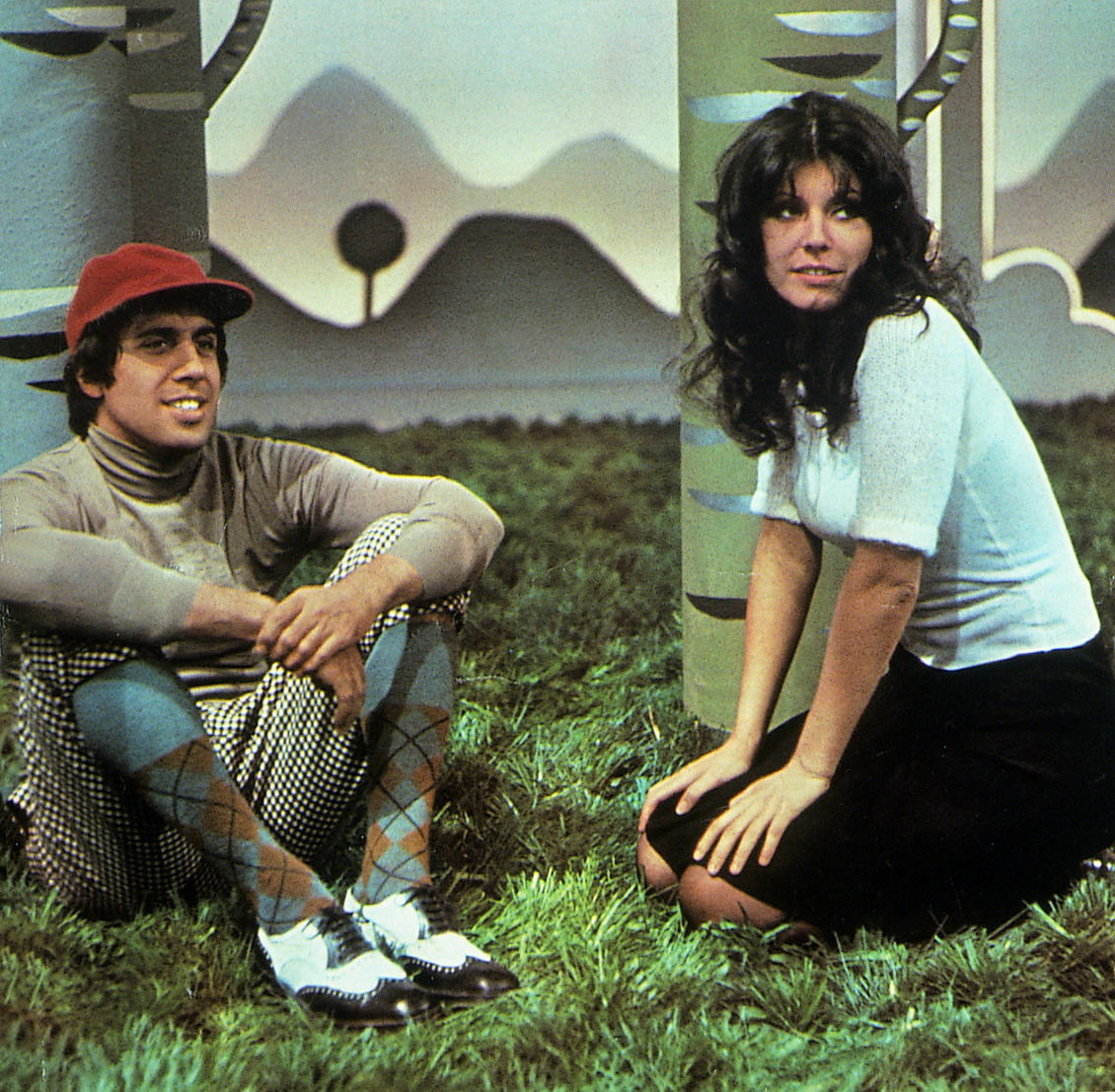
Claudia Morival 1972-ben

A Prisencolinensinainciusol Adriano Celentano 1972-ben megjelent dala. A ritmusos, jól táncolható dal parodisztikus szövege egyrészt az angolul nem tudó, de angolul éneklő olasz énekesek kiejtését gúnyolja ki, másrészt bemutatja, milyennek hallják az angolul nem tudók az angol nyelvet. A meglepően sikeres dal 1972 novemberében jelent meg kislemezen, majd Celentano Nostalrock albumán. Úgy tartják, ez a világ első, lemezre rögzített rap dala.

## A dal témája
A dal korában az angol nyelv tudása még sokkal ritkább volt Olaszországban. Az olasz előadók (is) sokszor az angol nyelv ismeretének teljes hiányában énekeltek angol nyelvű dalokat, a szöveg fonetikus leírása alapján. A Prisencolinensinainciusol ezt a jelenséget figurázza ki, amerikai-angolnak tűnő, de semmi értelmet nem tartalmazó halandzsanyelven. A dal szövegét a hallgatók mind Olaszországban, mind más, a korban ritka angol tudással rendelkező országban, így például Magyarországon is eredeti angolnak vélték.

## A dal bemutatása
A dalt 1972 novemberében, a RAI show-műsorában mutatták be. A fekete-fehérben rögzített műsor korát megelőzően látványos, a táncosokat tükrök segítségével többszörözték meg. A szőke táncosnő Celentano mellett Raffaella Carrà. Egy másik közismert előadása szintén a tévé számára készült, ebben Celentano mint iskolai tanár, diáklányoknak magyarázza el, hogyan lehet angoltudás nélkül angolul beszélni. Az egyik diáklány, egyben a dal egy részletének énekese, Claudia Mori, Celentano felesége. A két tévéműsor összevágásával klipet is készítettek a dalból.
2012-ben a negyvenéves évfordulóra elkészítették a dal 12 perc hosszú, újra hangszerelt remix változatát, hozzá egy videóklipet, amelyben a tanáros tévéműsor mellett Celentano filmjeinek jelenetei is láthatók.

## A szöveg
A dal angol szövege értelmes jelentéssel nem bír, ennek ellenére többen is megpróbáltak valami részlegesen értelmes szöveget kihámozni a dal halandzsanyelvéből:
Prisencolinensinainciusol – Freezing cold and ant tonight shoes on.
In de col men seivuan
Prisencolinensinainciusol ol rait – 
You’re the cold maid to sail on. Freezing cold and ant tonight shoes on. All Right!
Wieners stand there shooting and our hope is the same and a horror on baby. Get your cummerbunds tight.
Brrrr, chickens in the hamper by the cover-hole baby just stay that hen show, Wooo!

## Magyar vonatkozások
A dalban hallható jelenség Magyarországon is ismert volt. A hatvanas-hetvenes évek presszózenészei, pop-együttesei gyakran külföldi rádióadásokból magnóra felvett, vagy Nyugat-Európából hanglemezen behozott számok szövegét minden angoltudás nélkül, hallás alapján fonetikusan leírták, begyakorolták, majd az angolra némileg hasonlító, de az angol anyanyelvűek számára többnyire teljesen érthetetlen halandzsanyelven énekelték. A Made in Hungaria című filmmusicalben ezen a módon énekel Röné az Angel Land együttesben. A jelenség újabb keletű változata Bikicsunáj.

## Videók
- https://www.youtube.com/watch?v=gU4w12oDjn8
- https://www.youtube.com/watch?v=_g6YxkSqL20